# Кінугаса (крейсер)

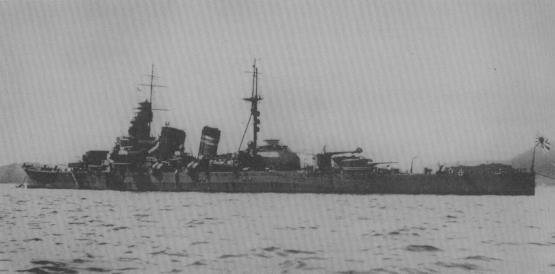
«Кінугаса» в 1936 році

Кінугаса (Kinugasa, яп. 衣笠) — важкий крейсер Імперського флоту Японії, який взяв участь у Другій світовій війні.
Корабель, який належав до крейсерів типу «Аоба», спорудили у 1927 році на верфі компанії Kawasaki в Кобе.
У березні 1928-го Кінугаса пройшов модернізацію та отримав катапульту — перший у Імперському флоті.
11 липня 1929-го на маневрах у районі Нагасакі підводний човен І-55, який провадив навчальну атаку на «Кінугаса», зіткнувся зі своєю ціллю та зазнав серйозних пошкоджень обшивки.
Влітку 1937-го почалась Друга японо-китайська війна, проте Кінугаса не брав у ній участі, оскільки з 15 серпня 1937-го був виведений в резерв для модернізації, а з жовтня 1938 по жовтень 1940 проходив її на верфі в Сасебо. При цьому його шість 200-мм гармат головного калібру замінили на таку ж кількість 203-мм гармат. Також на додачу до чотирьох 120-мм зенітних гармат змонтували чотири спарені установки 25-мм зенітних автоматів, а шість фіксованих двотрубних торпедних апаратів замінили на два чотиритрубні з можливістю додаткового наведення. Також встановили більш потужну катапульту та надали можливість нести два гідролітаки замість одного.
Станом на 1941 рік корабель належав до 6-ї дивізії крейсерів, яку призначили для підтримки операцій у Океанії. 2 грудня Кінугаса разом із трьома іншими кораблями дивізії прибув до Тітідзіми (острови Огасавара), звідки 4 грудня вони вийшли для підтримки майбутньої операції з оволодіння островом Гуам у південній частині Маріанського архіпелагу. 10 грудня відбулась висадка на Гуамі, нечисленний гарнізон якого швидко припинив спротив, і тієї ж доби 6-та дивізія прибула на атол Трук у центральній частині Каролінських островів (тут ще до війни створили потужну базу японського ВМФ, з якої до лютого 1944-го провадились операції у цілому ряді архіпелагів).
За добу до того напад японці на острів Вейк зазнав невдачі й тепер японське командування виділило для нової операції набагато більші сили, до яких, зокрема, увійшов і Кінугаса. Як наслідок, 23 грудня 1941-го гарнізон острова швидко примусили до капітуляції, а 10 січня 1942-го Кінугаса повернувся на Трук.
18 січня 1942-го Кінугаса та інші крейсери 6-ї дивізії вийшли в море в межах операції захоплення архіпелагу Бісмарка і 23 січня, в день висадки в Кавієнзі та Рабаулі, перебували за сотню кілометрів на північний захід від останнього та забезпечували дистанційне прикриття транспортного загону. І в цьому випадку десантна операція швидко завершилась успіхом, а втручання важких крейсерів не знадобилось.
1 лютого 1942-го вороже авіаносне з'єднання завдало удару по японських базах на Кваджелейні та Вотьє (Маршаллові острови), після чого японці вислали туди значні сили (зокрема, з Труку попрямували 3 авіаносці). Кінугаса у складі своєї дивізії також попрямував на схід Мікронезії та 4 лютого прибув на Кваджелейн, проте якихось результатів цей похід не приніс, оскільки метою американської операції було лише здійснення рейду зі швидким відходом. 10 лютого Кінугаса вже був на Труці.
20 лютого 1942-го Кінугаса та ще 2 важкі й 2 легкі крейсери вийшли в море, готуючись до протидії ворожому авіаносному з'єднанню, яке виявили на початковому етапі рейду проти Рабаула. Враховуючи втрату ефекту несподіванки, американці відмовились від рейду, а японські кораблі 23 лютого повернулись на Трук.
2—5 березня 1942-го Кінугаса разом з іншими кораблями дивізії пройшов з Труку до Рабаула і невдовзі вирушив звідси для дистанційного прикриття загону, який мав доправити десант на Нову Гвінею до Лае (на сході острова у глибині затоки Хуон). Висадка 8 березня не зустріла спротиву і тієї ж доби 6-та дивізія полишила цей район (можливо відзначити, що 10 березня загін висадки став ціллю для американської авіаносної авіації, унаслідок удару якої по Лае ряд допоміжних суден втрачено, а половина бойових кораблів зазнала пошкоджень). Разом з нею відбула й 18-та дивізія, яка мала два легкі крейсери та протягом наступного місяця діяла разом з 6-ю дивізією.
9 березня 1942-го Кінугаса та інші 5 крейсерів прибули до Буки (порт на однойменному острові біля північного завершення значно більшого острова Бугенвіль), потім протягом наступних тижнів здійснили ряд переходів за маршрутом Бука — Рабаул — Бука — прохід Мьове (район Кавієнга) — Рабаул, а з 28 березня залучені до операції, під час якої японці зайняли якірну стоянку Шортленд (прикрита групою невеликих островів Шортленд акваторія біля південного завершення острова Бугенвіль) та порт Кієта (східне узбережжя Бугенвіля). 1 квітня дивізії повернулись до Рабаула, потім знову перейшли до проходу Мьове, а 7—8 квітня пройшли до острова Манус у групі островів Адміралтейства в межах операції з осадження гарнізоном цього пункту, розташованого за шість сотень кілометрів на північний захід від Рабаула, поблизу комунікацій, що вели до архіпелагу Бісмарка з Труку та іншого важливого транспортного хабу Палау. У цій операції, так само як і в зайнятті Шортленду та Кієти, крейсерські сили супроводжували кораблі 30-ї дивізії ескадрених міноносців. 8—10 квітня всі крейсери здійснили перехід з Мануса на Трук.
Через кілька тижнів Кінугаса залучили до операції, яка мала за мету узяття під контроль центральних та східних Соломонових островів, а також Порт-Морсбі на оберненому до Австралії узбережжі Нової Гвінеї. 30 квітня 1942-го він разом з іншими крейсерами 6-ї дивізії полишив Трук та попрямував на південь. 3 3 травня крейсери перебували на якірній стоянці поблизу Буки та мали завдання на дистанційне прикриття висадки на Тулагі на сході Соломонових островів. Втім, це ніяк не допомогло десантному загону, коли 4 травня по ньому завдали удару літаки з американських авіаносців, хоча Кінугаса з іншими крейсерами і здійснили вихід у бік Тулагі. 5 травня вони повернулись до Бугенвілю (тільки на якірну стоянку Шортленд), де дозаправились і наступної доби вийшли в море, маючи завдання у взаємодії з легким авіаносцем «Сьохо» забезпечувати прикриття транспортів з військами для десанту в Порт-Морсбі. 7 травня «Сьохо» потопила американська авіаносна авіація, причому крейсери не змогли подати йому жодної допомоги (можливо відзначити, що кількох уцілілих підбере есмінець «Яйой»). Наступного дня відбулась битва авіаносців у Кораловому морі, при цьому Кінугаса та ще один важкий крейсер дістали наказ прикривати відхід серйозно пошкодженого авіаносця «Сьокаку». Втім, це завдання тривало не надто довго — 9 травня крейсери зайшли для дозаправки на Шортленд, а наступного дня були в Кієті. Що стосується операції проти Порт-Морсбі, то японське командування вирішило її скасувати.
15—17 травня 1942-го Кінугаса пройшов від Бугенвілю на Трук, а 31 травня — 5 червня перейшов до Куре, де пройшов короткочасний доковий ремонт. 28 червня — 4 липня крейсер пройшов назад на Трук і 7 липня відбув до Меланезії, де протягом наступних кількох тижнів відвідав Бугенвіль, Нову Британію та Нову Ірландію.
Станом на початок серпня 1942-го Кінугаса перебував на якірній стоянці у проході Мьове. 7 серпня союзники висадились на сході Соломонових островів, що започаткувало шестимісячну битву за Гуадалканал, і 8 серпня Кінугаса рушив до цього острова у складі загону з 5 важких та 2 легких крейсерів і 1 есмінця. У ніч проти 9 числа відбувся бій біля острова Саво, під час якого японцям удалося знищити одразу чотири важкі крейсери союзників. Відомо, що Кінугаса взяв участь у потопленні USS Astoria (з «Тьокай», «Аоба» і «Како») та  USS Vincennes (з «Како», «Тьокай» і легким крейсером «Юбарі»). Сам «Кінугаса» спершу зазнав влучання в машинне відділення 127-мм снарядом, випущеним есмінцем USS Patterson, а потім снаряд з USS Vincennes поцілив одну з рульових машин. 10 серпня Кінугаса повернувся на стоянку Мьове.
17 серпня 1942-го Кінугаса разом із двома іншими крейсерами 6-ї дивізії (один був потоплений підводним човном при поверненні з битви при Саво) знову вийшов у море, 19—20 серпня відвідав затоку Реката на північному узбережжі острова Санта-Ісабель (тут ще в травні японці облаштували базу гідроавіації), а 22 числа прибув на Шортленд. Тим часом японське командування організувало проведення конвою зі значними підкріпленнями для Гуадалканала і 23 серпня Кінугаса вийшов у складі крейсерського загону для дистанційного прикриття операції. Втім, японським артилерійським кораблям так і не вдалось вступити в бій, оскільки все вирішила авіація — спершу 24 серпня відбулась велика битва авіаносних з'єднань біля східних Соломонових островів, а коли наступної доби конвой відновив свій рух, його зупинили та змусили повернути назад літаки з Гуадалканалу (тут американці змогли ввести в дію аеродром Гендерсон-Філд, який за півтора місяці до того почали споруджувати японці) та Еспіриту-Санто. Участь Кінугаса в подіях обмежилась бомбардуванням його гідролітаками району Лунга-Пойнт (де був Гендерсон-Філд) в ночі на 25 та 26 серпня. 26 серпня Кінугаса прибув до Рабаула. 
Станом на початок жовтня крейсери 6-ї дивізії перебували на Шортленді. 11 жовтня 1942-го Кінугаса разом зі ще 2 важкими крейсерами вирушив звідси до Гуадалканалу із завданням провести обстріл аеродрому Гендерсон-Філд, що призвело до зіткнення, відомого як бій біля мису Есперанс. Американські кораблі мали перевагу, оскільки були попереджені авіарозвідкою про наближення японців (хоча саме загін Кінугаси літаки не виявили, а помітили транспортну групу, яка доправляла на острів підкріплення) та вчасно виявили ворога за допомогою радарів. У нічному бою японці зазнали поразки та втратили важкий крейсер. Кінугаса постраждав найменше серед японських крейсерів, хоча й дістав чотири влучання снарядами. Своєю чергою він зміг завдати пошкоджень важкому крейсеру USS Salt Lake City та легкому крейсеру USS Boise.
По завершенні бою Кінугаса довелось повертатись на базу самостійно, при цьому з настанням світлої пори доби його атакували кілька ворожих літаків. Для забезпечення ескорту до Кінугаса спершу відрядили два есмінці транспортної групи, проте невдовзі їх перенаправили для допомоги іншому есмінцю, що зазнав важких пошкоджень від авіації. Втім, Кінугаса зміг без подальших втрат досягнути Шортленду та продовжив бойові операції. Уже 13 жовтня 1942-го він разом з іншим важким крейсером вийшов у море, в ніч проти 14 жовтня провів обстріл аеродрому Гендерсон-Філд на Гуадалканалі (разом два крейсери випустили сім з половиною сотень снарядів головного калібру), після чого повернувся на Шортленд.
24—26 жовтня 1942-го Кінугаса та ще один важкий крейсер прикривали доставку підкріплень на Гуадалканал. Подібне завдання вони мали і з 1 по 5 листопада.
Невдовзі японське командування організувало масштабну операцію задля доставки підкріплень (яка в підсумку вилилась у вирішальну битву надводних кораблів біля острова). При цьому знову планувалось провести обстріл Гендерсон-Філд і в ніч проти 13 листопада це спробував зробити загін адмірала Абе, який мав 2 лінкори й вийшов з Труку. Втім, біля Гуадалканалу загін Абе перестріло американське з'єднання з крейсерів та есмінців, що зазнало значних втрат, проте зірвало обстріл аеродрому. Як наслідок, з крейсерів, що перебували на Шортленді, екстрено сформували два загони — один для обстрілу аеродрому, а другий, до якого включили Кінугаса, для прикриття першого. 13 листопада Кінугаса полишив Бугенвіль, у ніч проти 14 листопада відбувся обстріл Гендерсон-Філд, а вже у денний час при відході від острова японські кораблі стали ціллю для літаків з авіаносця USS Enterprise та Гуадалканалу. Кінугаса зазнав прямого влучання 454-кг бомбою в район ходового містка, при цьому бомба пробила палуби та здетонувала в нижніх приміщеннях. Почалось надходження води у корпус, спалахнула пожежа, а серед загиблих був командир корабля. Через 45 хвилин відбулась ще одна атака, під час якої від близьких вибухів крейсер зазнав додаткових пошкоджень у підводній частині, вийшло з ладу кермове управління. Дещо більш ніж за дві години Кінугаса затонув. Загинуло 511 членів екіпажу, решту врятували есмінці «Макігумо» та «Югумо».